# Mankells Wallander: Der unsichtbare Gegner
Der unsichtbare Gegner (schwedisch: Mastermind) ist ein schwedischer Fernsehfilm aus dem Jahr 2005.
Es handelt sich um die sechste Folge der ersten Staffel, also die insgesamt sechste Folge der schwedischen Kriminalserie Mankells Wallander mit Krister Henriksson in der Hauptrolle. Die Erstausstrahlung in Schweden erfolgte am 13. Dezember 2005 auf TV4; die deutschsprachige Erstausstrahlung erfolgte am 26. Dezember 2006 auf Das Erste.

## Handlung
Linda und Stefan werden zu einem vermeintlichen Leichenfund gerufen. Der vermeintliche Kopf einer Leiche stellt sich jedoch als der Kopf einer Schaufensterpuppe heraus. Währenddessen erscheint Wallander zu spät zum Dienst, weil jemand das Benzin aus seinem Tank gepumpt hat. Auch Martinsson erscheint zu spät zum Dienst; die vier Reifen seines Autos sind zerstochen.
Kurz nach dem Vorfall mit dem Kopf der Schaufensterpuppe werden Linda und Stefan zu einem Ehestreit gerufen. Statt eines streitenden Ehepaares finden sie jedoch eine kopfüber hängende Frauenleiche vor, die kein Blut mehr im Körper hat. Bei der Toten handelt es sich um die 55-jährige Hebamme Britta Nyström. Der Anruf wegen der Ruhestörung wurde von ihrer Wohnung aus geführt. Linda schlägt vor, auch den Briefträger zu befragen, der ihr auf dem zweiten Stockwerk, wo die Tote gewohnt hat, entgegenkam. Nyberg findet in der Aufzeichnung des Notrufs ein Knacken, das von einem Diktiergerät stammen könnte, mit dem die Stimme des Opfers aufgenommen wurde, um diese über das Telefon abzuspielen.
Martinsson ist zurzeit im Stress, weil seine Tochter Therese ihr Abitur gemacht hat und er eine Party für sie vorbereitet. In der nächsten Nacht wird Therese entführt; am nächsten Morgen ist ihr Bett leer und das ganze Zimmer voller Blut. Die Gerichtsmedizin findet heraus, dass das Blut in Thereses Zimmer von Britta Nyström stammt. Der Täter hat Britta Nyströms Blut über einen Schnitt in die Halsschlagader entnommen.
Als Wallandaer am Abend nach Hause kommt, fehlt die CD, die er kurz zuvor gehört und im CD-Player gelassen hatte. Als Linda auf der Post den Postboten befragen will, den sie am Tatort gesehen hat, sagt der für das Haus zuständige Briefträger aus, dass die Briefträger nie in den oberen Etagen sind, weil die Briefkästen unten sind. Bevor der Phantombildzeichner, dem Linda den Briefträger beschreiben soll, kommen kann, muss Linda zum Schießstand, um ihr Schießtraining zu absolvieren. Stefan hat den Briefträger nicht gesehen, weil gerade in dem Moment, als er an ihm vorbeilief, sein Handy klingelte; allem Anschein nach hatte sich jemand verwählt. Als Stefan die Wahlwiederholung betätigt, ist die CD mit Gabriel Faurés Requiem zu hören, die Wallander am Abend zuvor vermisst hatte; der Täter muss also bei Wallander zuhause gewesen sein. Als Nyberg nach Spuren suchen will, ist die CD wieder da, also war der Täter nochmal in Wallanders Wohnung. Währenddessen werden Wallander und Nyberg von der Wohnung gegenüber aus beobachtet.
Bei Lindas Schießtraining mit dem Gewehr kommt es in diesem zu einer Explosion, bei der Lindas Augen verletzt werden. Linda kommt sofort ins Krankenhaus und wird operiert.
Wallander sieht in allen Vorkommnissen Teile eines zusammenhängenden Plans, doch niemand in seinem Team glaubt ihm. Als Wallander ein Kaugummipapier in seiner Computertastatur vorfindet, verdächtigt er den Putzmann, der gerade auf der Polizeistation mit Reinigungsarbeiten beschäftigt ist, und greift ihn an; er kann gerade noch zurückgehalten werden. Zu seiner Erleichterung erfährt Wallander, dass Lindas Operation gut verlaufen ist, sie muss nur noch die nächsten vier Tage einen Augenverband tragen.
In der Zwischenzeit ist ein Hinweis eingegangen, das ein unter einer Plane verdecktes Postauto gesehen wurde; eine Staffel Polizisten fährt zum Fundort. Unter Stefans Leitung stürmen die Polizisten das Haus am Fundort, in dem sich die gefesselte Therese befindet. In dem angeblichen Postauto unter der Plane befindet ich die Schaufensterpuppe, zu der der Kopf gehört, den Stefan und Linda anfangs am angeblichen Leichenfundort gefunden hatten.
Inzwischen geht Martinsson die Akten von verurteilten Straftätern durch, die Therese entführt haben könnten. Ein Schrottwarenhändler zeigt Martinsson an, weil dieser in seinen Laden stürmt und behauptet, er hätte Therese. Der nächste verurteilte Straftäter, den Martinsson im Visier hat, sitzt inzwischen im Rollstuhl; Wallander greift ein.
Als Wallander abends wieder nach Hause kommt, findet er auf dem Fensterbrett das Foto einer jungen Frau und bemerkt, dass er von der Wohnung gegenüber aus beobachtet wird. In der Wohnung gegenüber finden sich eine Kamera und mehrere Fernsehbildschirme, die unter anderem die Polizeistation zeigen; dort finden sich später auch Kameras. Der Name am Klingelschild der Wohnung gegenüber existiert nicht. Nyberg findet heraus, dass das übliche Gewehrpulver in den Patronen in Lindas Gewehr mit Pistolenpulver gemischt war, das zu einer Patronenexplosion führte, was zu ihrer Blindheit führen sollte. Auf der Glückwunschkarte für Thereses Abiturparty findet sich ein Anagramm des Namens vom Klingelschild; Wallander erinnert sich, dass er das Anagramm auf dem Namensschild des Putzmannes in der Polizeistation gelesen hat. An einem Spiegel auf der Polizeistation finden sich Fingerabdrücke des Putzmannes, die sich dem Kroaten Lothar Krafczyk zuordnen lassen. Wallander erinnert sich, dass er und Martinsson Krafczyk im Jahr 1990 gefasst haben. Der Fall von 1990 hatte ebenfalls mit einer telefonischen Anzeige, und zwar von Vole Nyström, Britta Nyströms Vater, angefangen. Nun will er anhand der Töchter derjenigen, die zu seiner Inhaftierung beigetragen haben, Rache nehmen. Als die Polizei Mathilda Rangström, die Tochter einer Belastungszeugin gegen Krafczyk, anrufen will, ist erneut Fauré sowie Wallander zu hören, wie er von Linda spricht. Wallander ahnt, dass Krafczyk noch nicht mit Linda fertig ist.
Während Stefan einen Kaffee holt und Wallander zum Krankenhaus fährt, schleicht sich Krafczyk als Arzt verkleidet zu Linda. Stefan kommt zurück, wird aber von Krafczyk überwältigt, der Linda mitnimmt. Linda findet sich in dem Gebäude wieder, in dem sich auch Therese befindet.
Das Mädchen auf dem Foto auf Wallanders Fensterbank wird inzwischen als Krafczyks Tochter Paulina identifiziert, die im Alter von 13 Jahren Suizid beging. Jolanta, eine Polizistin aus Wallanders Team, die Kroatisch spricht, übersetzt Paulinas Abschiedsbrief, in dem diese schreibt, dass sie sich verlassen fühlte, nachdem ihr Vater ins Gefängnis kam.
Da bekommt Wallander einen Anruf von Linda mit einem Hinweis, wo sie sich befindet. Als Wallander am angegebenen Ort erscheint, kommt Martinsson dazu, der einen Anruf von Therese bekommen hat. Sie finden Therese und Linda gefesselt auf einer Hebebühne in einem Fabriktrakt vor. Mit Jolantas Hilfe will Wallander Krafczyk vorgaukeln, Paulina sei noch am Leben. Krafczyk verlangt jedoch, ihr Gesicht zu sehen, und erkennt, dass es sich nicht um seine Tochter handelt. Martinsson und Wallander können gerade noch ihre Töchter von der Hebebühne retten. Nach einer Jagd durch den Fabriktrakt erschießt Wallander Krafczyk, als er Linda bedroht.

## Kritiken
„Einer der herausragenden Filme der Serie: ein Thriller voller überraschender Wendungen, der die Figuren mit charakteristischen Ecken und Kanten ausstattet. - Ab 14.“